# Орден Заїда
Орден Заїда — найвища державна нагорода Об'єднаних Арабських Еміратів.

## Опис
Орден був названий на честь першого президента країни, шейха Заїда бін Султана Аль Нахайяна.
Орден має один ступінь і є знаком на ланцюгу. Вручається винятково главам іноземних держав.
Знак ордена є золотою семипроменевою зіркою, де промені виконані в вигляді золотого листя зі вставками з діамантів, між променями лаврові гілочки з листям зі вставками зі смарагдів. У центрі — медальйон, вкритий дрібними діамантами, та написом, арабською мовою, оздобленим смарагдами. Медальйон оточує золота кайма, декорована діамантами й рубінами.
Знак ордена підвішений до золотого ланцюгу, що складається з ланок у вигляді золотих лаврових гілочок, об'єднаних у вінок, і золотих бляшок із зображеннями гербів еміратів в оточенні діамантового кільця й декорованих рубінами. На центральну ланку нанесено герб Об'єднаних Арабських Еміратів.
Серед кавалерів ордена — український президент-утікач Віктор Янукович.